# Gran Premi d'Espanya de Motocròs 250cc 1975
L'edició de 1975 del Gran Premi d'Espanya de Motocròs 250cc fou la 14a d'aquesta prova. Organitzat per la Penya Motorista 10 x Hora, el Gran Premi era la primera prova del Campionat del Món d'aquell any i tingué lloc el cap de setmana del 5 i 6 d'abril al Circuit del Vallès, en terrenys de l'antiga Mancomunitat Sabadell-Terrassa (actualment dins el terme municipal de Terrassa). Hi participaren 45 pilots de 19 països diferents (tres dels quals catalans) i hi assistiren nombrosos espectadors.

## Curses

### Primera mànega
| Posició | Pilot                | Motocicleta |
| ------- | -------------------- | ----------- |
| 1       | Håkan Andersson      | Yamaha      |
| 2       | Harry Everts         | Puch        |
| 3       | Willi Bauer          | Suzuki      |
| 4       | Sylvain Geboers      | Husqvarna   |
| 5       | Jaroslav Falta       | ČZ          |
| 6       | Kalevi Vehkonen      | Husqvarna   |
| 7       | Ievgueni Ribàltxenko | KTM         |
| 8       | Joël Robert          | Suzuki      |
| 9       | Siegfried Lerner     | KTM         |
| 10      | Vic Allan            | Bultaco     |

### Segona mànega
| Posició | Pilot           | Motocicleta |
| ------- | --------------- | ----------- |
| 1       | Adolf Weil      | Maico       |
| 2       | Willi Bauer     | Suzuki      |
| 3       | Harry Everts    | Puch        |
| 4       | Torleif Hansen  | Kawasaki    |
| 5       | Hans Maisch     | Maico       |
| 6       | Uno Palm        | Husqvarna   |
| 7       | Joël Robert     | Suzuki      |
| 8       | Jaroslav Falta  | ČZ          |
| 9       | Zdenek Velky    | CZ          |
| 10      | Kalevi Vehkonen | Husqvarna   |

## Classificació final
| Posició | Pilot              | Motocicleta | Punts |
| ------- | ------------------ | ----------- | ----- |
| 1       | Harry Everts       | Puch        | 5     |
| 2       | Willi Bauer        | Suzuki      | 5     |
| 3       | Jaroslav Falta     | ČZ          | 13    |
| 4       | Joël Robert        | Suzuki      | 15    |
| 5       | Kalevi Vehkonen    | Husqvarna   | 16    |
| 6       | Håkan Andersson    | Yamaha      | 16    |
| 7       | Uno Palm           | Husqvarna   | 17    |
| 8       | Siegfried Lerner   | KTM         | 23    |
| 9       | Håkan Carlqvist    | OSSA        | 24    |
| 10      | Jean-Claude Nowack | Montesa     | 28    |